# Крупноформатный фотоаппарат

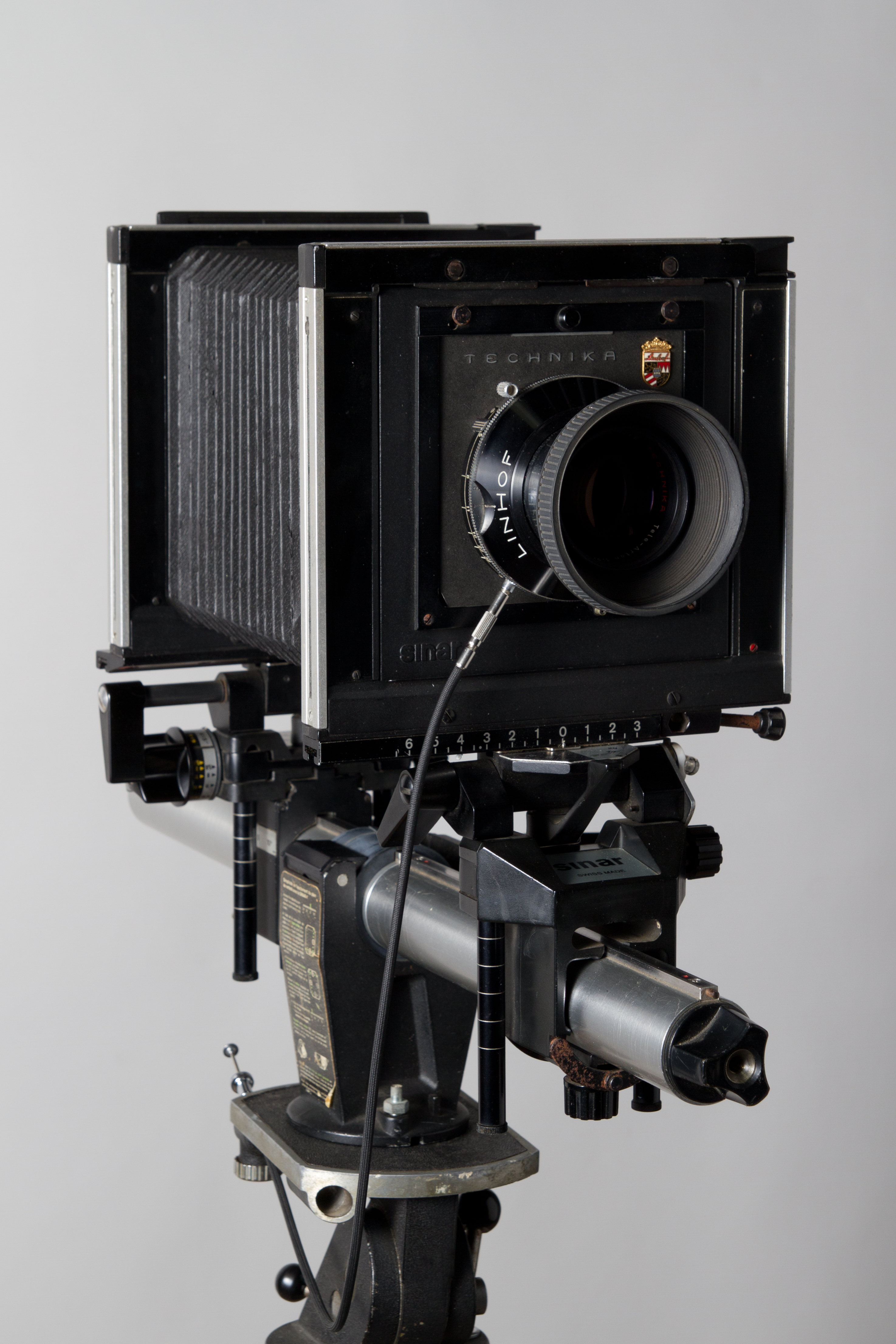
Студийная крупноформатная карданная камера Sinar F формата 4×5 дюймов

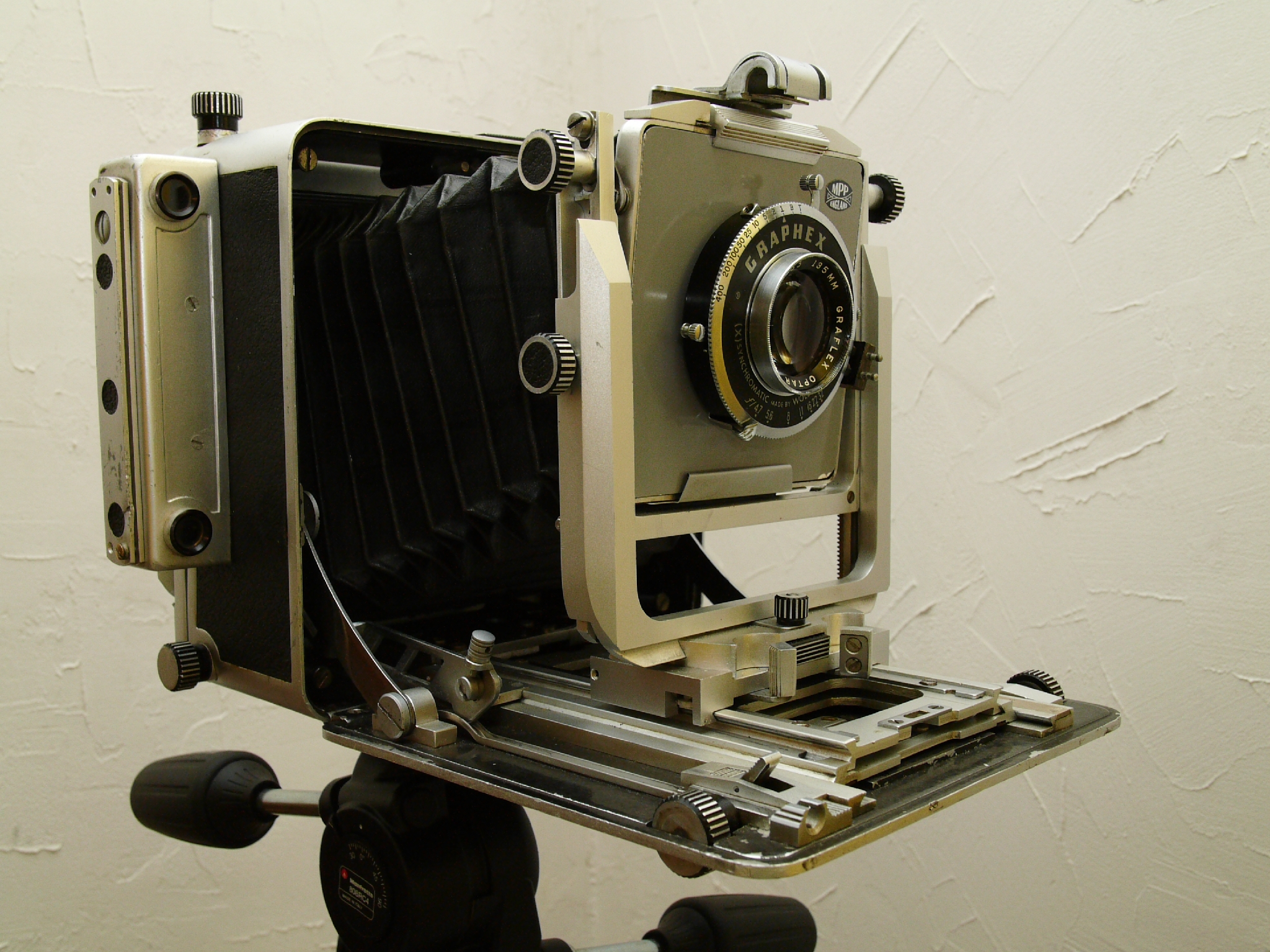
Портативная крупноформатная камера
Micro Precision Products MarkVIII
4×5 дюймов

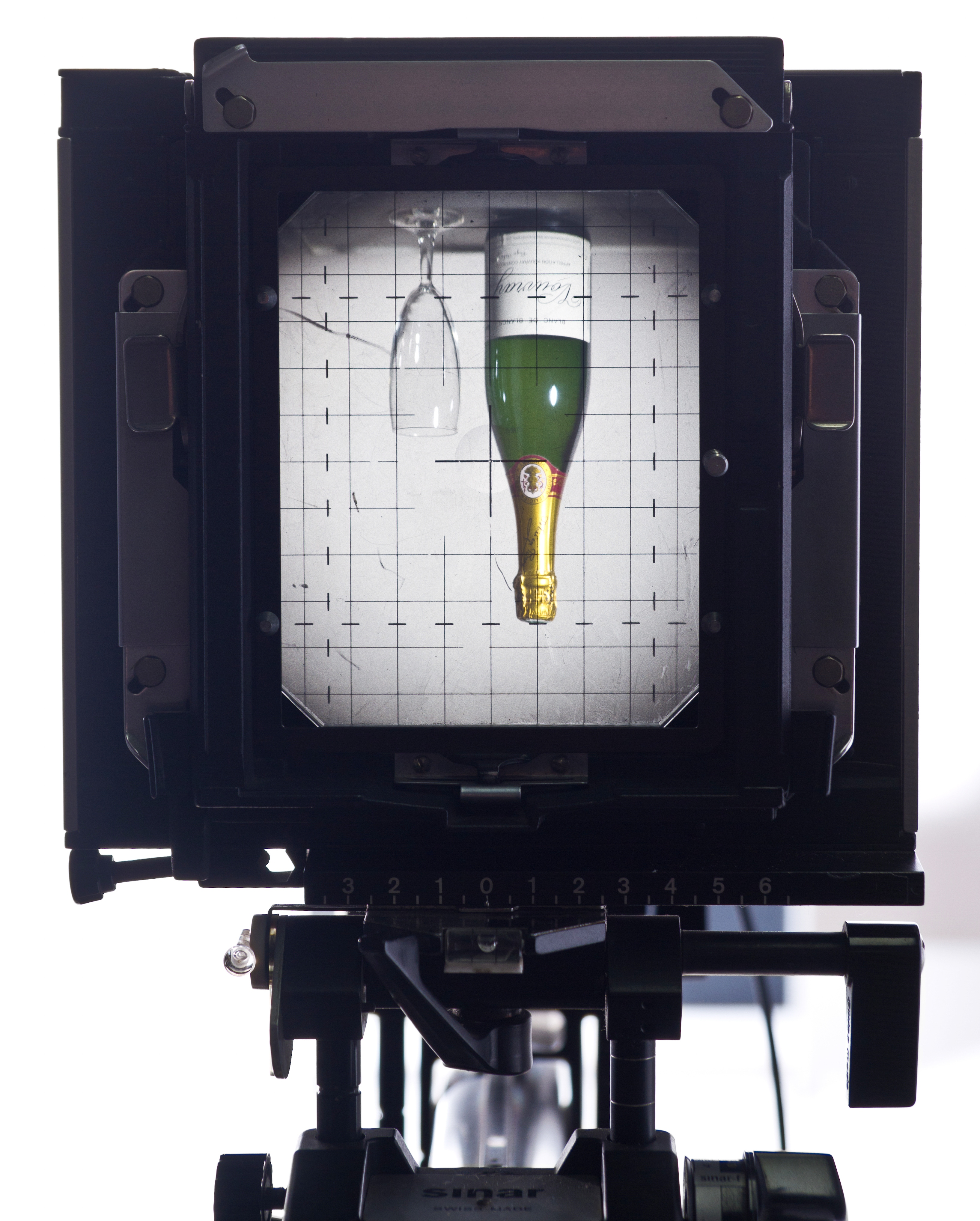
Матовое стекло крупноформатной камеры прямого визирования

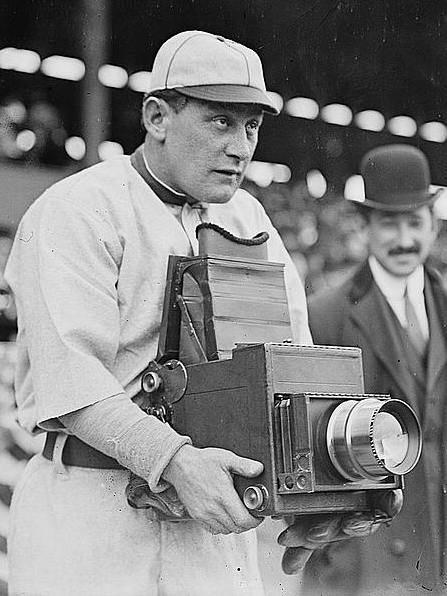
Фотограф с крупноформатной зеркальной камерой Graflex

Крупноформа́тный фотоаппара́т, в профессиональном обиходе часто форма́тная ка́мера — фотоаппарат с размером кадрового окна 8×10 сантиметров и более. Большинство крупноформатных фотоаппаратов являются камерами прямого визирования. Часть студийных камер этого типа называются карданными или монорельсовыми из-за конструкции, допускающей взаимные подвижки объектива и кассетной части (негативной доски) в широких пределах. В карданных камерах обе части крепятся к несущей штанге при помощи шарниров, позволяющих им смещаться поперёк оптической оси и отклоняться во всех направлениях. Остальные крупноформатные фотоаппараты имеют ограниченные возможности отклонения и смещения: как правило, объективная доска может смещаться по вертикали и горизонтали, а негативная обладает функцией уклона по этим же осям. Специализированные камеры для моментальной фотографии также относятся к крупноформатным, поскольку обладают минимальным размером кадра 8,5×11 см.
По размеру кадрового окна и, соответственно, по типу применяемого фотоматериала все фотоаппараты (кроме цифровых) принято классифицировать на четыре класса: крупноформатные (фотопластинки, листовые фотоплёнки), среднеформатные (широкая фотоплёнка 61,5-мм), малоформатные (35-мм фотоплёнка) и миниатюрные, рассчитанные на плёнку 16-мм. Крупноформатный негатив рассчитан на контактную фотопечать, давая при этом отпечатки достаточно большого размера. Оптическая печать с таких негативов используется в исключительных случаях, поскольку требует фотоувеличителей специальной конструкции.

## История
Первые фотоаппараты были крупноформатными, поскольку размер получаемого изображения зависел от размера кадрового окна. Дагеротипы получались в единственном экземпляре на посеребрённой пластинке, непосредственно экспонируемой в фотоаппарате и не могли быть другого размера. Последующий технический прогресс и появление негативно-позитивного процесса позволил тиражировать фотоотпечатки контактным способом, позволяющим получать фотографии только того же размера, что и негатив. Это было обусловлено непригодностью низкочувствительных хлоросеребряных фотобумаг к оптической печати. Обычными форматами негатива в те годы были 30×40 мм, 50×60 мм и ещё больше. Появление высокочувствительных желатиносеребряных фотобумаг, пригодных для оптической печати, дало возможность уменьшить формат негатива. Так монополия крупноформатных камер на рынке фотооборудования закончилась с появлением среднеформатных, а позднее — малоформатных и миниатюрных камер.

## Достоинства
Главное достоинство крупноформатных камер, кроме непревзойдённой информационной ёмкости — возможность контроля перспективных искажений и поля резкого изображения.
В современной фотографии на большой формат снимают, когда требуется особый контроль над перспективой: подвижки форматной камеры позволяют наклонять плоскость фокусировки и исправлять перспективные искажения. Используя подвижки и наклоны камеры, возможно на полностью открытой диафрагме снимать резкими объекты, непараллельные плоскости кадра, используя принцип Шаймпфлюга.
Фокусные расстояния объективов крупноформатных камер в несколько раз больше, чем малоформатных и позволяют получать очень маленькую глубину резкости даже на больших дистанциях наводки, обеспечивая уникальный оптический рисунок. В современной фотографии крупноформатные камеры применяются для архитектурной, интерьерной съёмки и съёмки рекламы в студии. Также большой формат применим в специальных технических целях для получения фотошаблонов или аэрофотосъёмки с большим разрешением. Размер кадра больший, чем 8×10 дюймов в настоящее время практически не встречается.

## Размеры кадра
Существует несколько классов крупноформатных фотоаппаратов, отличающихся размерами кадра и конструкцией. По области применения такие камеры принято делить на три типа: павильонные, дорожные и репродукционные. Павильонные камеры предназначены только для работы в специализированной фотостудии и характерны громоздкой конструкцией, непригодной для транспортировки и съёмки вне помещения. Большинство современных павильонных камер имеют карданную конструкцию, обеспечивая неограниченные возможности подвижек. Более компактны дорожные камеры, имеющие складную конструкцию и сравнительно компактные размеры, в том числе за счёт ограничения свободы подвижек. Дорожные камеры предназначены для установки на лёгкий штатив и могут использоваться в полевых условиях. Репродукционные камеры специально предназначены для изготовления фотокопий документов и других плоских оригиналов. Они сконструированы, как часть репродукционной установки, включающей держатель оригиналов и осветительную систему.
Крупноформатные пресс-камеры предназначены для фотожурналистики и наиболее универсальны. В отличие от большинства других крупноформатных фотоаппаратов они пригодны для съёмки с рук в любых условиях. 
В кассеты крупноформатных камер заряжались фотопластинки или листовая фотоплёнка. Кассета — деревянная или металлическая коробка со сдвижной светонепроницаемой заслонкой (ши́бером). Кассеты могут быть односторонними или двухсторонними (двойными). В последнем случае, характерном для формата больше, чем 13×18 сантиметров, кассета состоит из двух отсеков, разделённых непрозрачной перегородкой, предназначенных для двух фотопластинок или листов фотоплёнки, повёрнутых друг к другу подложкой. После съёмки на один лист кассета переворачивается для съёмки на второй. Такая конструкция позволяет незначительно сократить вес и объём запаса кассет для выездной съёмки.
Для разных классов крупноформатной аппаратуры характерны различные размеры кадра:
- 9×12 сантиметров или 4×5 дюйма (примерно 10×13 см) — наиболее распространённый формат пресс-камер;
- 13×18 сантиметров или 5×7 дюймов — размер кадра пресс-камер, популярный до Второй мировой войны;
- 18×24 сантиметра или 8×10 дюймов (примерно 20×25 см) — формат кадра большинства дорожных камер;
- от 24×30 сантиметров до 50×60 сантиметров или 20×25 дюймов — форматы, характерные для павильонных камер;

Любая крупноформатная камера пригодна для съёмки на негатив меньшего формата и даже на роликовую плёнку. Для этого используются специальные адаптеры-переходники, часто входящие в комплект.
Современные цифровые задники сопоставимы по детализации лишь со снимками 9×12 см, а больший формат даёт выигрыш по детализации. На контактных отпечатках с негативов 18×24 см детализация настолько велика при очень высоком качестве изображения, что создаётся эффект присутствия, так как изображение соответствует по обилию деталей картине, видимой человеческим глазом с хорошим зрением.
В проекте gigapxl.org использовалась камера 9"×18" и плёнка Kodak Aerocolor III type 2444 и другие выпускаемые для такого формата. Такие плёнки применяются для аэрофотосъёмки, в том числе для военных нужд. После сканирования негатива получалось изображение размером до 88000×44000 пикселей, то есть около 4 гигапикселей. При этом никаких склеек и монтажа не производилось — такое количество деталей получалось благодаря высокому качеству на каждом этапе. В других проектах по производству гигапиксельных фотографий используется монтаж цифровых снимков, тут же сканирование одного негатива размеров 22×44 см, что позволяет снимать динамические сюжеты.

## Производители
- Cambo
- Fuji
- Graflex
- Linhof
- Nikon
- Rodenstock GmbH
- Sinar
- Schneider Kreuznach
- Toho Machines
- Mamiya
- Mentor